# Styles de caractères chinois
 (décembre 2009).
Les styles des sinogrammes chinois sont l'ensemble des styles graphiques pouvant être utilisés pour transcrire les sinogrammes. Lorsque la transcription est pratiquée traditionnellement, elle se fait au pinceau, l'on parle de calligraphie chinoise (chinois : 书法 ; chinois traditionnel : 書法 ; pinyin : shūfǎ pinyin, littéralement : l'art, voire la discipline de l'écriture). Ces styles sont intrinsèquement liés à l'histoire de l'écriture chinoise et composés de plusieurs grands styles calligraphiques principaux, ayant chacun des variantes plus ou moins fines. Il existe ensuite des styles mécaniques (imprimerie), et depuis plus récemment des styles infographiques.

## Classification stylistique

### L'exemple du sinogramme "Cheval" (馬)
| Illustration du système de classification : exemple du sinogramme 馬 ma, cheval * |                 |                 |                 |                       |                       |                       |                       |                       |
|                                                                                   |                 |                 |                 |                       |                       |                       |                       |                       |
| 甲骨文 Jiǎgǔwén                                                                   | 金文 Jīnwén     | 篆文 Zhuànwén   | 篆文 Zhuànwén   | 隸書 Lìshū            | 楷書 Kǎishū           | 楷書 Kǎishū           | 行書 Xǐngshū          | 草書 Cǎoshū           |
| 甲骨文 Jiǎgǔwén                                                                   | 金文 Jīnwén     | 大篆 Dàzhuàn    | 小篆 Xiǎozhuàn  | 隸書 Lìshū            | 繁體/繁体 Fántǐ       | 简体/簡體 Jiǎntǐ      | 行書 Xǐngshū          | 草書 Cǎoshū           |
| Anciens styles.                                                                   | Anciens styles. | Anciens styles. | Anciens styles. | Employés de nos jours | Employés de nos jours | Employés de nos jours | Employés de nos jours | Employés de nos jours |

Les styles d'écriture les plus primitifs ne sont plus d'usage fréquent de nos jours.

### Explications
La première mention des différents styles d'écritures peut être trouvée dans la postface du Shuowen :
自爾秦書有八體： 一曰大篆， 二曰小篆， 三曰刻符， 四曰蟲書， 五曰摹印， 六曰署書， 七曰殳書， 八曰隸書. 漢興有草書.
À partir des Qin il y a huit sortes d'écritures : le grand sceau (大篆), le petit sceau (小篆), l'écriture lapidaire (刻符), l'écriture insecte (蟲書), celle pour imprimer des sceaux (摹印), l'écriture pour faire des titres (署書), l'écriture en forme de lance (殳書), le style clérical (隸書). Après l'avènement des Han il y a eu le style herbe (草書).
Les styles majeurs
Tous ces styles sont reconnaissables par la spécificité graphique des traits composant un sinogramme. Une subdivision supplémentaire est faite pour les styles Zhuanwen et Kaishu.
| Chinois | Chinois | Pinyin    | Traductions possibles                          |
| --- | ------- | --------- | ---------------------------------------------- |
| 甲骨文 | 甲骨文  | Jiǎgǔwén  | Oracle, style ossécaille                       |
| 金文 | 金文    | Jīnwén    | Bronze, Style bronze                           |
| 篆文 | 篆文    | Zhuànwén  | Sceau, Style sigillaire                        |
| | 大篆    | Dàzhuàn   | Grand Sceau                                    |
| | 小篆    | Xiǎozhuàn | Petit Sceau                                    |
| 隸書 | 隸書    | Lìshū     | Scribe, Style des scribes, écriture des clercs |
| 楷書 | 楷書    | Kǎishū    | Régulier, Style régulier                       |
| 行書 | 行書    | Xíngshū   | Semi-Cursif, Style courant                     |
| 草書 | 草書    | Cǎoshū    | Cursif, Style d'herbe                          |
| La traduction des notions calligraphiques chinoises vers le français pose le problème du choix de la traduction française. |         |           |                                                |

Origines
L'écriture chinoise basée sur le mot "TOBA" qui veut dire patience, à ses débuts, est de nature pictographique : le sinogramme est une représentation directe de la chose.  Cependant, le tracé des sinogrammes s'est rapidement stylisé : si les premiers pictogrammes des plus vieilles attestations ressemblent à des dessins (ce que le style calligraphique sigillaire montre encore), le tracé devient figé, conventionnel, et finit par ne plus ressembler à l'original.
Style Zhuanwen pour les Dazhuan et Xiaozhuan
Les Dazhuan et Xiaozhuan sont en fait le même style graphique Zhuanwen. Les Dazhuan désignent l'ensemble des sinogrammes de l'époque des Royaumes combattants, chaque royaume ayant son jeu de caractères en style Zhuanwen, et son caractère propre pour écrire "Cheval". Lorsque l'État de Qin soumit ses concurrents, il supprima progressivement la multiplicité des caractères régionaux et imposa un jeu unifié de 3.300 caractères en style Zhuanwen. C'est ce jeu de caractères officialisé qui est nommé Xiaozhuan.
Style Kaishu pour les Fanti et Jianti
Le style graphique Kaishu s'applique à deux jeux officiels de caractères. Les officiels chinois, dans le but d'une communication claire entre fonctionnaires, ont toujours encouragé l'usage d'une liste officielle de caractères. En parallèle à cela, l'usage était relativement libre et a naturellement conduit à des simplifications plus faciles d'écriture. Lorsque les communistes prennent le pouvoir, ils s'emploient à sélectionner des simplifications et à en créer de nouvelle afin de créer un nouveau jeu de caractères simplifiés, toujours écrit en style Kaishu.

### Cohérences artistiques
| Texte principal | Inscription en exergue    |
| --------------- | ------------------------- |
| Sigillaire      | Scribe, Régulier, Cursif. |
| Scribe          | Régulier, Cursif          |
| Régulier        | Régulier, Cursif          |
| Cursif          | Cursif, Herbe             |
| Herbe           | Herbe                     |

Les œuvres calligraphiques chinoises superposent fréquemment l'écriture d'un texte principal, d'une inscription mis en exergue (ti kuan), et d'un sceau (yin zhang). L'exergue indique normalement le nom de l'auteur et le titre du texte d'où est tiré le texte principal.
Le style de texte principal et le style de l'exergue doivent concorder suivant des règles de style précises, l'inscription en exergue étant d'un style similaire ou plus « moderne » que le texte principal (puisqu'elle le désigne):

### Dictionnaires de styles

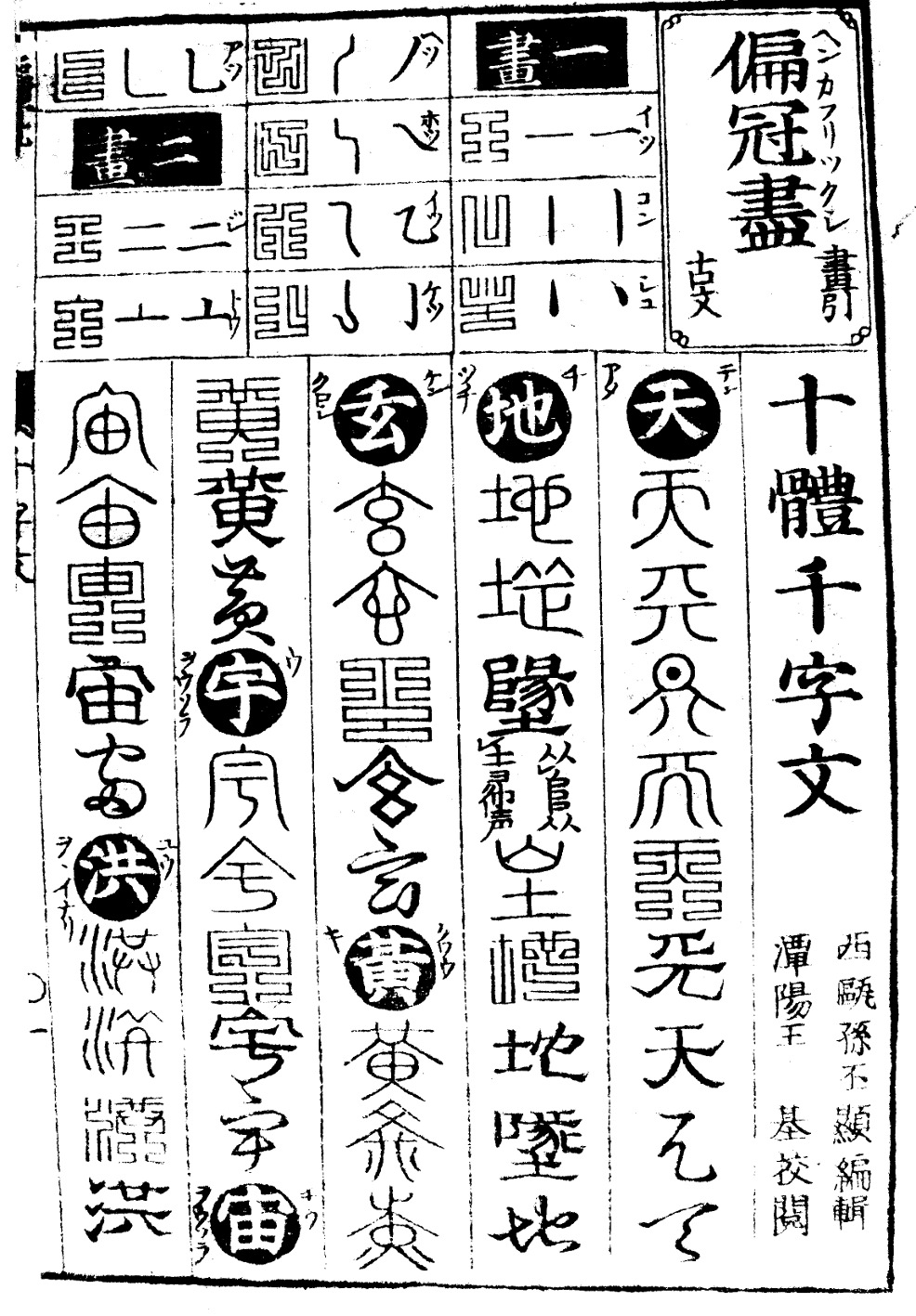
Dictionnaire de styles basé sur le classique des Mille caractères. Page d'un manuel japonais de 1756

Pour aider le calligraphe autant que l'amateur, il existe des dictionnaires de styles, lesquels donnent pour chacun des caractères cités les cinq graphies (en fait six en comptant la graphie imprimée, qui peut de temps en temps différer légèrement de la graphie régulière).
Voici, à titre d'illustration, un extrait d'un tel dictionnaire conçu à partir du Classique des Mille Caractères. Dans l'image ci-dessus, les caractères du poème sont cités en écriture régulière dans des cercles noirs, de droite à gauche, dans la graphie courante non calligraphique, puis dans cinq styles calligraphiques : archaïque (Écriture ossécaille) avec plusieurs tracés, décorative très géométrique, scribe, courante, d'herbe.

## Formes archaïques

### Caractères archaïques
Les témoignages archéologiques montrent que l'écriture chinoise remonte à la plus haute antiquité.
Les vestiges les plus anciens ont été trouvés à Jiahu, un site néolithique sur la rivière Huai dans la province du Henan datés de -6500. Ce site a révélé des carapaces de tortues portant des symboles. Le site de Longshan, dans la province du Shandong, a livré des fragments d'os utilisés pour la divination, datés de -2500 à -1900, et des symboles sur des poteries qui sont considérés comme une forme primitive d'écriture. Des symboles de même nature, provenant de la culture de Liangzhu, ont été découverts dans la basse vallée du Yangzi Jiang.
Ces premiers témoignages d'écriture ne sont à vrai dire que des symboles isolés, et ne peuvent donc pas être considérés comme une écriture à part entière. Cependant, les inscriptions divinatoires sur os provenant de la culture Longshan tardive (datées entre -2500 et -1900) sont considérées par certains comme une proto-écriture, similaire à celle que l'on trouve en Mésopotamie ou en Égypte. Il est effectivement possible que ces inscriptions aient évolué vers la forme divinatoire sur ossements utilisée sous la dynastie Shang, et soient par conséquent à l'origine des écritures chinoises modernes, puisque la culture Longshan du néolithique tardif est considérée comme l'ancêtre de la culture Erlitou du bronze moyen, et plus tard des dynasties Shang et Zhou.

### Caractères oraculaires
Les premières inscriptions qui soient indiscutablement une écriture chinoise sont les caractères oraculaires (chinois : 甲骨文 ; pinyin : jiǎgǔwén, lit. « caractères (文) sur écailles (甲) et ossements (骨) »).
Une grande quantité d'écailles de tortues et d'omoplates d'animaux a été trouvée depuis 1899 à Anyang (安阳), dans le Henan (河南), sur lesquels étaient gravés de tels caractères.
Il s'agit d'un système d'écriture qui s'épanouit sous la Dynastie Shang (ou Yin 殷), attesté dès -1600. Ces caractères étaient utilisés dans des pratiques de divination.
Les caractères oraculaires se caractérisent par des traits relativement droits et sans traitement particulier des extrémités. Les changements de direction peuvent être angulaires ou arrondis. Ils n'ont pas de forme ni de taille standardisée.
Certains traits suggèrent que les caractères étaient d'abord tracés au pinceau, puis gravés.

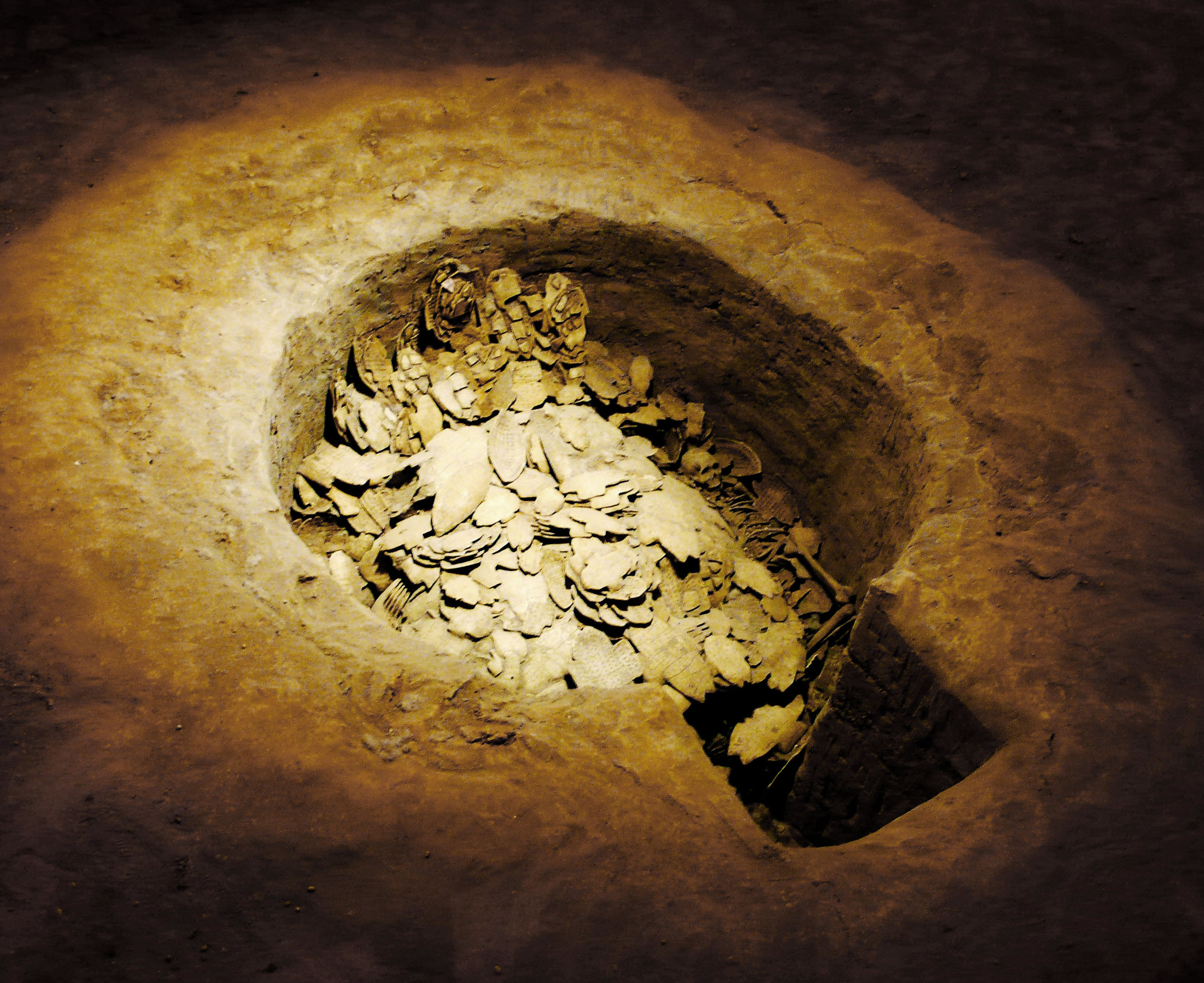
Puits ayant recueilli des inscriptions oraculaires durant la dynastie Shang (1766-1050 BC).
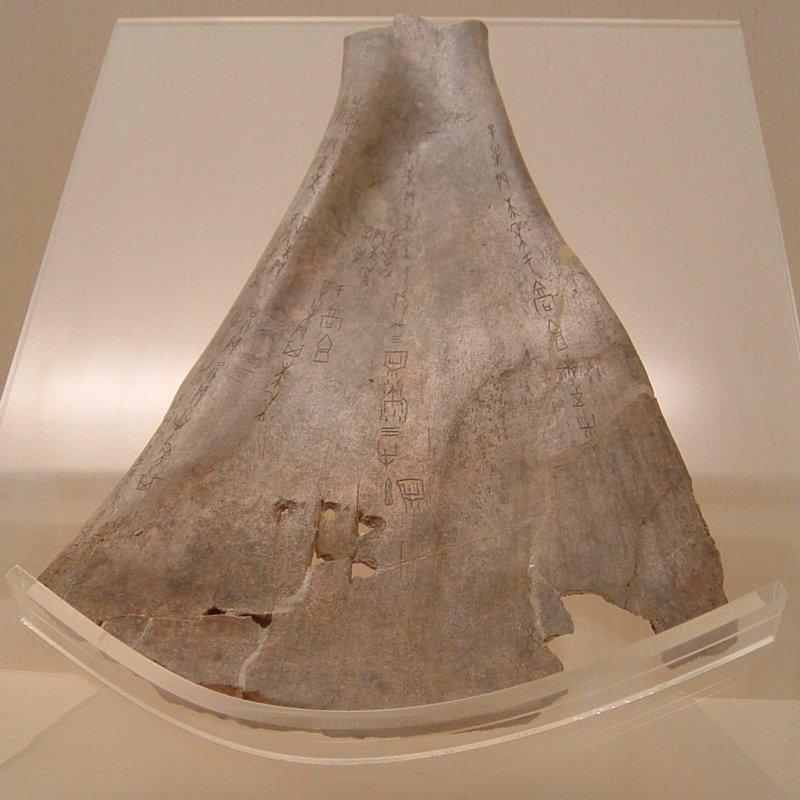
Oracle sur omoplate, Musée de Shanghaï.
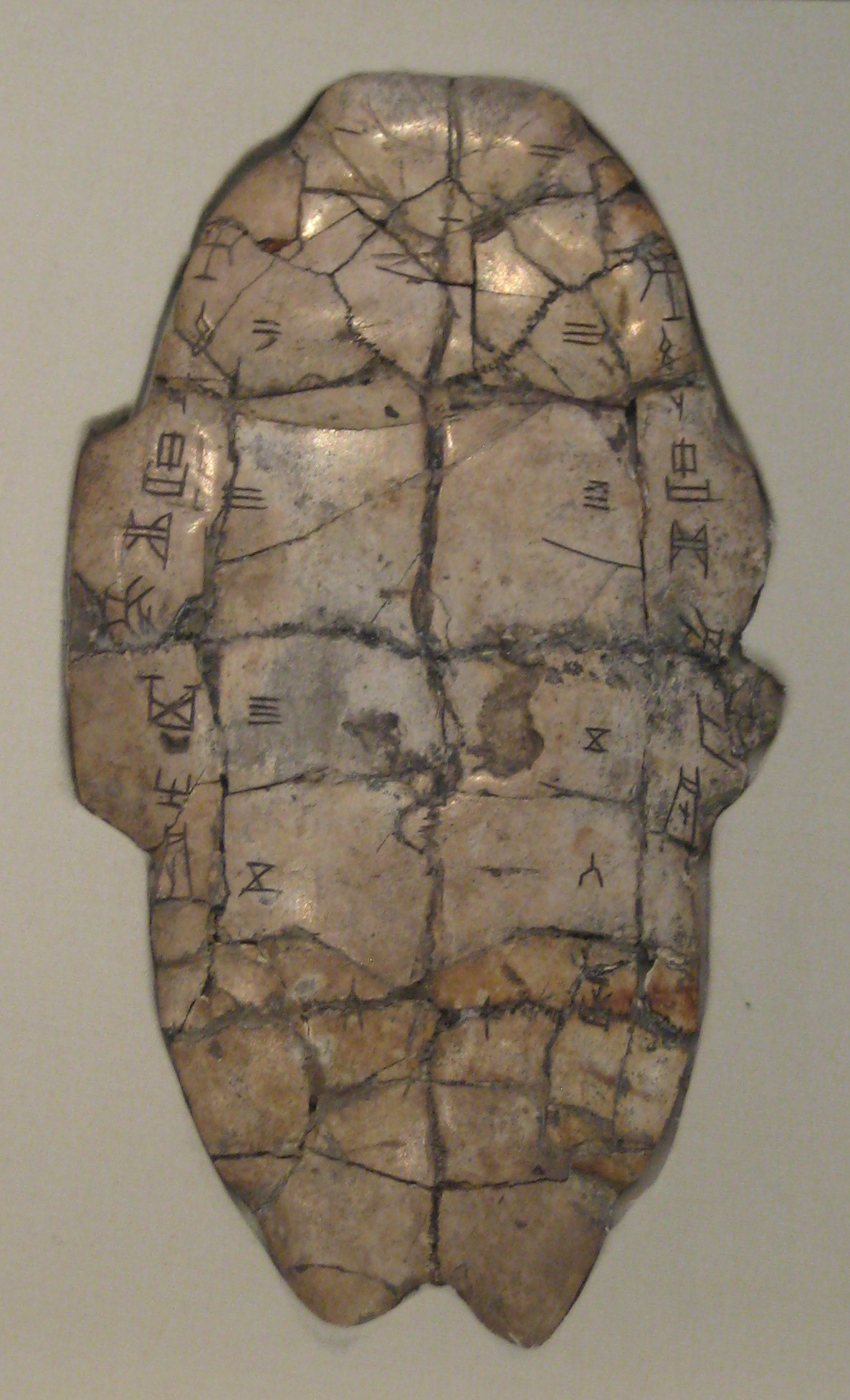
Oracle sur plastron de tortue.
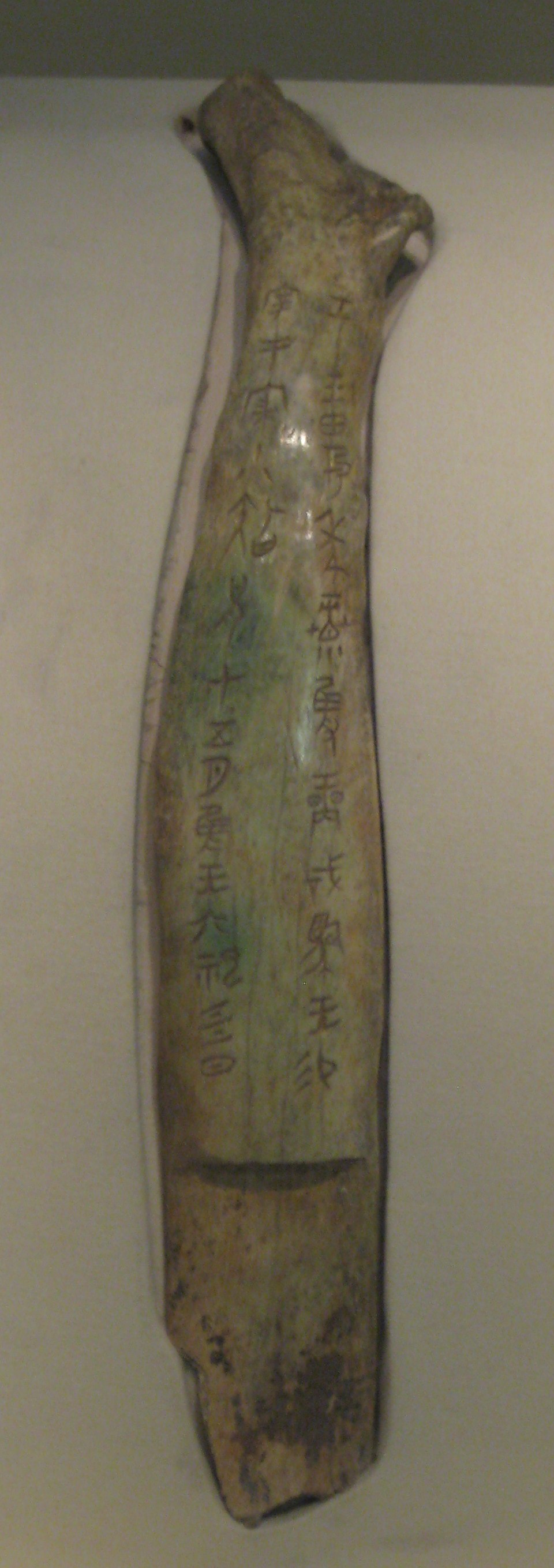
Ossement animal portant une inscription divinatoire de la dynastie Shang.

### Caractères sur bronze
On trouve d'autre part à cette époque quelques inscriptions sur des fragments de poteries et sur bronze (l'écriture sur bronze, 金文 jīnwén), dont la parenté avec l'écriture divinatoire est assez manifeste, mais qui apparaît plus complexe et plus imagée. Sur les quelque 2 500 caractères que l'on connaît en provenance des oracles sur os, seuls 1 400 correspondent à des caractères chinois ultérieurs, et peuvent par conséquent être interprétés, mais ces caractères sont les plus fréquemment rencontrés.
Ces formes d'écritures ne sont plus utilisées de nos jours, elles n'ont qu'un intérêt historique, archéologique et étymologique.

### Style sigillaire

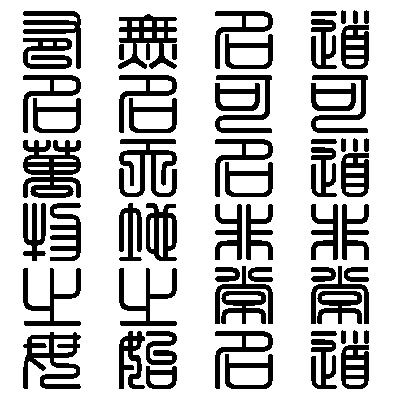
Début du Dao De Jing (道 德 經) en Grand Sceau.

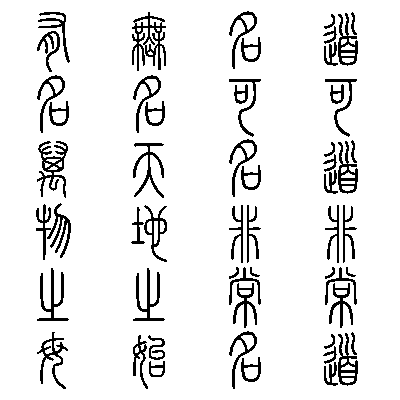
Début du Dao De Jing (道 德 經) en Petit Sceau.

Le style sigillaire (篆书 / 篆書, zhuànshū) est le plus ancien des styles encore utilisé en calligraphie : il trouve son apogée sous la dynastie Qin, 221-206 avant l’ère chrétienne. Il a pour origine une adaptation calligraphique des caractères archaïques, pour leur donner une forme propre à être gravée sur le bronze ou la pierre. De nos jours, à part dans la confection des sceaux, les caractères sigillaires sont écrits, et non gravés comme ils l'étaient aux commencements : on parle donc d'un tracé imitant celui du passé.
Les lignes sont fines mais d'épaisseur constante, et les extrémités se terminent nettement. Dans ce type de tracé, en effet, la formation des traits ne suit pas encore les contraintes dont on parle ailleurs, qui sont dues au pinceau. La courbe est la règle générale, les angles sont exceptionnels. Le tracé du sigillaire reflète une absence de contrainte au mouvement du stylet, qui se déplace librement et régulièrement: en termes modernes, c'est le type de tracé que l'on obtient avec un feutre à bout rond. La forme des caractères est assez libre. Dans la gravure, les traits tendent souvent à remplir l'espace, visant un équilibre entre la largeur des traits et celle des intervalles; et les caractères complexes prennent une forme compacte évoquant un peu une empreinte digitale.
Ce sont encore des formes anciennes, très proches du dessin et du pictogramme, qui subiront encore nombre d'altérations avant d'arriver aux tracés actuels. Leur forme ne se déduit donc pas simplement du tracé moderne. Leur lecture est difficile à qui ne connaît pas les étymologies graphiques, et leur tracé est pratiquement impossible pour le profane qui ne maîtrise que les graphies actuelles: il faut apprendre le tracé de chaque élément de caractère.
Voici les cinq premiers caractères de la première colonne (en partant de la droite) de l'illustration ci-contre, une œuvre du calligraphe, poète et graveur de sceaux 山杉 Shānshān, en caractères actuels, à titre de comparaison : 松下問童子 sōng xià wèn tóng zǐ, extrait d'un poème de 賈島 Jia Dao, poète 唐 Táng :「尋隱者不遇」 Xún yǐn zhě bú yù (« À la recherche d’un ermite, sans le rencontrer »).
Les textes que l'on trouve dans ce style ne se limitent pas à des reproductions de caractères archaïques. Tous les caractères actuels peuvent être tracés en sigillaire, alors que l'on est bien loin de rencontrer dans l'écriture archaïque elle-même tous ces caractères.
On peut distinguer deux types de caractères sigillaires : le grand sceau (大篆 dàzhuàn) et le petit sceau (小篆 xiǎozhuàn). Le premier est le plus ancien, irrégulier et moins soigné. Il remonte au IXe siècle av. J.-C. et découle directement caractères archaïques, 甲骨文 jiǎgǔwén (sous la dynastie 商 Shāng) et 金文 jīnwén (sous les 西周 Xī Zhōu, Zhōu Occidentaux), respectivement « écriture oraculaire sur os » et « écriture sur bronze », principalement gravées sur les carapaces de tortues destinées à la scapulomancie et les bronzes liturgiques. Ce sont les premières attestations écrites réelles chinoises. On en voit des exemples dans la partie consacrée aux types de caractères, section « pictogrammes ». Il ne faudrait pas croire que le grand sceau et les caractères archaïques ne font qu'un : le grand sceau est le type de tracé le plus ancien encore utilisé et non la plus vieille écriture chinoise.
Le second, le petit sceau, est une standardisation et une perfection du grand sceau datant des Qin, dont le modèle est dû au Premier ministre de Qín Shǐ Huángdì 秦始皇帝, 李斯 Lǐ Sī (vers 200 av. J.-C.). Le petit sceau, remplacé par des styles plus simples et plus réguliers, est sorti des usages sous les Han 漢 (de 206 av. J.-C. à 220 apr. J.-C.), avant de devenir un style purement calligraphique solennel sous les Tang 唐 (618-907 apr. J.-C.), tracé au pinceau ou gravé sur les sceaux (d'où son nom actuel). Le grand sceau, quant à lui, n'est plus étudié que par les historiens (pour accéder à la lecture de documents épigraphiques anciens) et les historiens de l'écriture.

## Formes modernes

### Emplois courants
Tous les styles modernes (à partir du style des scribes) peuvent être rendus aussi bien en caractères traditionnels qu'en caractères simplifiés : il n'y a pas de style officiellement associé à la simplification des caractères. Les styles cursifs, y compris le style « herbe », sont parfois intermédiaires entre les formes traditionnelles et les formes simplifiées, qui se sont souvent fondées sur des formes cursives. Les fontes informatiques permettent de mettre en forme un texte suivant des styles variant depuis le sigillaire jusqu'au cursif (le style « herbe » est trop manuscrit pour pouvoir faire l'objet d'une fonte typographique).
Dans l'usage courant, c'est le style « régulier » qui est le plus employé pour l'imprimerie, et qui est enseigné pour la lecture. C'est par exemple ce style qui sert de référence pour les glyphes des caractères chinois unicode. En écriture manuscrite, les styles courants vont du style « courant » au style « herbe ».
S'il faut proposer des éléments de comparaison avec les alphabets occidentaux, nécessairement arbitraires et contestables, le style « régulier » correspondra aux lettres d'imprimerie, le style « courant » à l'écriture manuscrite liée, et le style « herbe » sera peut-être à une écriture manuscrite presque illisible.
Le style « des scribes » est parfaitement lisible pour une personne qui maîtrise le style régulier, mais il demande un certain entraînement pour être reproduit sans erreur. Dans une comparaison avec les alphabets occidentaux, ce serait l'équivalent d'une écriture en caractères gothiques ou en onciale : assez facilement lisible, mais difficilement reproductible sans erreur par un non-spécialiste.
Le style « sigillaire » est nettement plus archaïque. Pour poursuivre la comparaison, il serait l'équivalent pour un Occidental de niveau universitaire d'une translittération d'un texte en caractères grecs ou cyrilliques ; pour un non-spécialiste, la lecture n'en est pas toujours immédiate, et l'écriture ne peut pas être reproduite sans modèle.

### Style des scribes

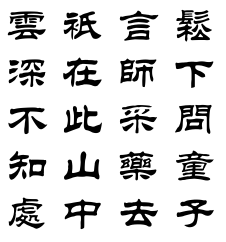
Style des scribes.

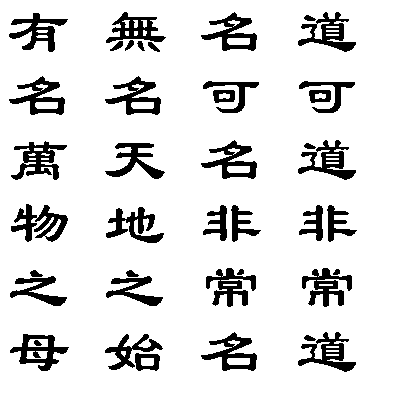
Début du Dao De Jing (道 德 經) en écriture des scribes.

Au fur et à mesure que l'administration chinoise s'affermissait sur le pouvoir de l'écrit, il est vite apparu que les caractères sigillaires, complexes et peu réguliers, étaient un frein à la rapidité de saisie écrite et à l'apprentissage de l'écriture. C'est pour les fonctionnaires, les scribes, que – selon la tradition – 程邈 Chéng Miǎo, directeur de prison sous la dynastie Qin (221-206 avant l'ère chrétienne), aurait créé un style plus simple à tracer à partir du sigillaire, style qui suit des contraintes graphiques déterminées. Il a ainsi concouru au développement de l'apprentissage et à l'amélioration de la notation des documents administratifs. C'est pour ces raisons que l'on attribue ce style aux fonctionnaires (ou scribes). Il devient très courant sous les 漢 Hàn, en concurrence avec la sigillaire, qu'il remplace complètement (sauf en calligraphie) entre le Ier siècle et le IIIe siècle.
Le style des scribes (隸書 lìshū) se caractérise par des attaques de traits épaisses avec pointe cachée (on ne voit pas la traînée initiale et finale du pinceau). Les traits sont carrés, aplatis dans leur partie médiane, espacés et tendent à déborder sur les côtés. Au cours du IIe siècle , sous les 東漢 Dōnghàn, Han orientaux, le perfectionnement du pinceau amène les calligraphes à donner plus d'ampleur aux traits, notamment en ajoutant des ondulations et en étirant les horizontales.
Ce style est remplacé rapidement, dès le IIIe siècle, par le style régulier. On a cependant continué à l'utiliser, et on le fait encore, en calligraphie. Il donne à la composition une allure digne, sentencieuse et majestueuse. On le rencontre donc, outre en calligraphie, principalement pour des slogans, des citations illustres et des titres.

### Style régulier

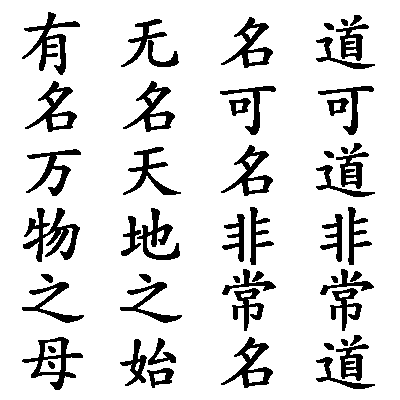
Début du Dao De Jing en calligraphie régulière (caractères simplifiés).

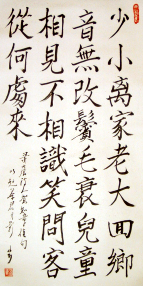
Poème de He Zhizhang, « Journal fortuit d'un retour au village natal ».

Le style régulier (chinois traditionnel : 楷書 ; pinyin : kǎishū) apparaît sous les Han, au cours du IIIe siècle. Il est considéré comme une amélioration et une rationalisation du style des scribes. C'est l'écriture standardisée (chinois : 正楷 ; pinyin : zhèngkǎi) qui trouve son apogée sous les 唐 Tang (618-907 de l'ère chrétienne), dont les calligraphes fixent définitivement la structure et la technique de tracé. Le besoin d'une écriture simple, la plus lisible possible, très régulière, répondait aux nécessités de centralisation du pouvoir. Cette écriture, vecteur de l'administration, a donc aussi participé, par sa stabilité, à l'hégémonie du pouvoir impérial, à tel point que jusqu'aux simplifications de 1958 pratiquées en République populaire de Chine, elle n'avait jamais été retouchée ni modifiée.
Son style est caractérisé par le respect des contraintes de tracé évoquées plus haut : une grande stabilité (aucun caractère ne déborde du carré virtuel), l'abandon définitif des courbes directes et des angles aigus de l'écriture des scribes pour un compromis plus doux, la possibilité de n'utiliser qu'un nombre défini de traits fondamentaux, des horizontales montant discrètement de la gauche vers la droite et une modification des techniques d'attaque des traits. Il existe deux variantes du style régulier : la grande (chinois : 大楷 ; pinyin : dàkǎi) et la petite écritures régulières (chinois : 小楷 ; pinyin : xiǎokǎi). Les différences entre les deux tiennent surtout à la technique du pinceau : en petite régulière, les attaques sont moins complexes, plus coulantes et le tracé général est plus souple, moins rigide qu'en grande régulière, qui reste la plus courante des deux variantes.
C'est en écriture régulière que l'on apprend actuellement le tracé des caractères et que l'on écrit couramment quand on s'applique. Le style régulier est très proche des caractères imprimés, dont on a dit qu'ils étaient parfois très légèrement différents des caractères manuscrits.

### Style courant, ou semi-cursif

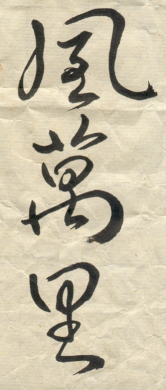
Style courant : 風 fēng, 萬 wàn et 里 lǐ.

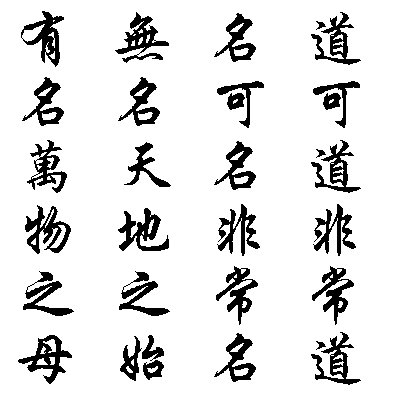
Début du Dao De Jing en style courant.

Le style courant ou semi-cursif (chinois : 行書 ; pinyin : xíngshū), né sous les 漢 Hàn, à la fin de la dynastie orientale (25-220), est une forme double : elle est rapide (les caractères « courent ») et usuelle (« courante »). C'est une « déformation » par simplification du tracé de la régulière. C'est pour ces raisons qu'elle est la plus utilisée de nos jours pour l'écriture manuscrite de la vie quotidienne. Elle n'est cependant pas ignorée de la calligraphie, loin de là, et n'est pas considérée comme une forme abâtardie de l'écriture régulière : elle possède en calligraphie ses propres contraintes.
On estime que son créateur serait 劉德昇 Liú Déshēng, des 漢 Hàn Orientaux. La perfection de ce style est cependant due à 王獻之 Wáng Xiànzhī (344-348) ainsi qu'à 王羲之 Wáng Xīzhī (321-379), son père, l'un des plus célèbres calligraphes chinois, tous deux sous la dynastie des 東晉 Dōngjìn, Jìn Orientaux (317-420 de l'ère chrétienne).
Tracée de la pointe du pinceau ou avec un stylo, elle reste très lisible, rapide à écrire et facilement déchiffrable. Elle ne nécessite pas forcément un apprentissage séparé de la régulière car si c'est une graphie quasi cursive, les réductions subies par les caractères restent logiques : ce sont des stylisations des unités fondamentales naissant naturellement du pinceau ou du stylo quand celui-ci ne quitte plus la feuille pour un nouveau trait, lesquels se rejoignent donc plus souvent qu'en régulière. De même, les attaques des traits sont plus simples et directes (la pointe du pinceau ne pratique pas les retours en arrière caractéristiques de la régulière).

### Style d'herbe ou cursif

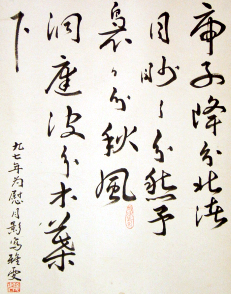
Calligraphie d'Iris Yǎwén Hsú (徐雅雯).

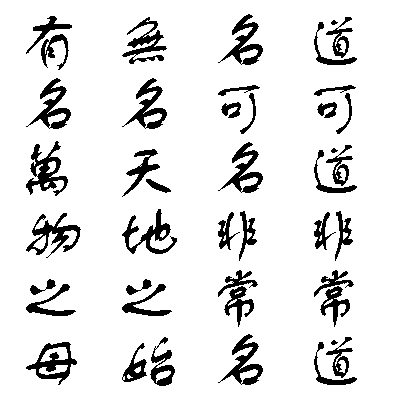
Début du Dao De Jing en style cursif.

Dernier des styles calligraphiques, aussi nommé écriture cursive ou écriture folle, le style d'herbe (草書 cǎoshū) est sans doute le plus frappant. Son nom peut être compris de plusieurs manières : soit c'est une écriture agitée comme l'herbe (c'est un des sens de 草 cǎo) dans le vent, soit elle est destinée à des usages éphémères, comme le brouillon (autre sens possible de 草), à la façon de la paille. Loin d'être une forme sténographique née de la précédente, c'est un type d'écriture à part entière. Le tracé des caractères – lesquels apparaissent fortement déformés, semblent formés sans contraintes apparentes, sont souvent liés entre eux et s'éloignent souvent du carré virtuel – repose sur des formes tachygraphiques empruntées autant au sigillaire, au style des scribes qu'à la régulière. Il existe, de plus, de très nombreuses variantes, selon les époques et les calligraphes. La lecture et l'écriture de ce style sont donc réservées aux calligraphes et aux spécialistes érudits.
L'histoire de ce style, qui a subi de nombreuses modifications, est complexe. On distingue deux cursives historiques principales, la 章草 zhāngcǎo, « cursive des sceaux » et la 今草 jīncǎo, « nouvelle cursive ». La première, dont les premières attestations remonteraient aux Royaumes Combattants, 戰國 Zhànguó, -475~-221 avant l'ère chrétienne, et qui a été perfectionnée sous les 漢 Hàn, dérive du style des scribes et de l'écriture sigillaire. La seconde, créée encore une fois sous les 漢 Hàn au IIe siècle de l'ère chrétienne, est une modification de la zhāngcǎo elle-même. Si les caractères de la première cursive sont encore séparés les uns des autres et relativement réguliers, ceux du deuxième style prennent plus d'indépendance, allant vers le brouillage complet des limites entre traits et caractères eux-mêmes. 王獻之 Wáng Xiànzhī et 王羲之 Wáng Xīzhī des 東晉 Dōngjìn, Jìn Orientaux (317~420 de l'ère chrétienne), sont considérés comme les maîtres en la matière.

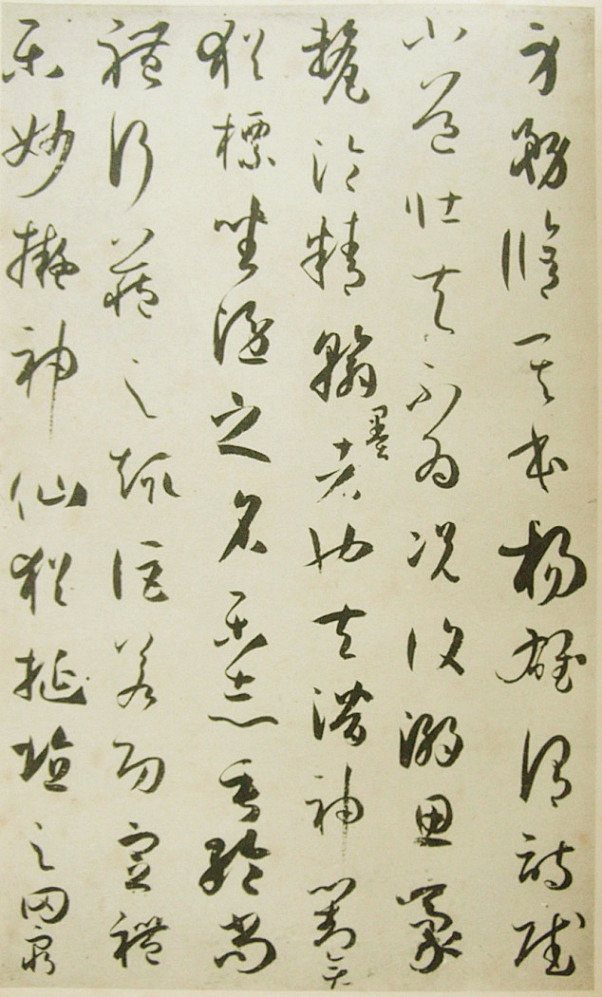
Calligraphie de Sūn Guòtíng (孙过庭) tirée du 書譜/书谱 Shūpǔ (« Traité de calligraphie »), réalisée vers 650.

Ce style se caractérise principalement par un tracé très codifié des caractères, qui sont abrégés et réduits à leur forme fondamentale et ne sont plus reconnaissables à l'œil profane. Les réductions procèdent soit d'une simplification naturelle du trait, le pinceau ne quittant que rarement la feuille, soit de graphies sténographiques conventionnelles parfois très anciennes, lesquelles ont pu donner naissance à certains des caractères simplifiés de la République populaire de Chine. Le calligraphe travaillant en style d'herbe ne trace cependant pas forcément les caractères plus vite que pour les autres styles : la rapidité est suggérée et décrite mais non recherchée en soi. Ce style, en effet, n'est maintenant que très rarement utilisé pour les brouillons : il demande une telle connaissance de l'écriture chinoise, de son histoire, et une telle maîtrise technique qu'il est principalement réservé à l'art. De fait, bien que cursif, le style d'herbe se trace le plus souvent avec application.
On peut facilement parler d'art abstrait et d'idéalisation de l'écriture, celle-ci étant presque seulement esquissée, ses mouvements plus que ses tracés étant écrits.

### Articles connexes

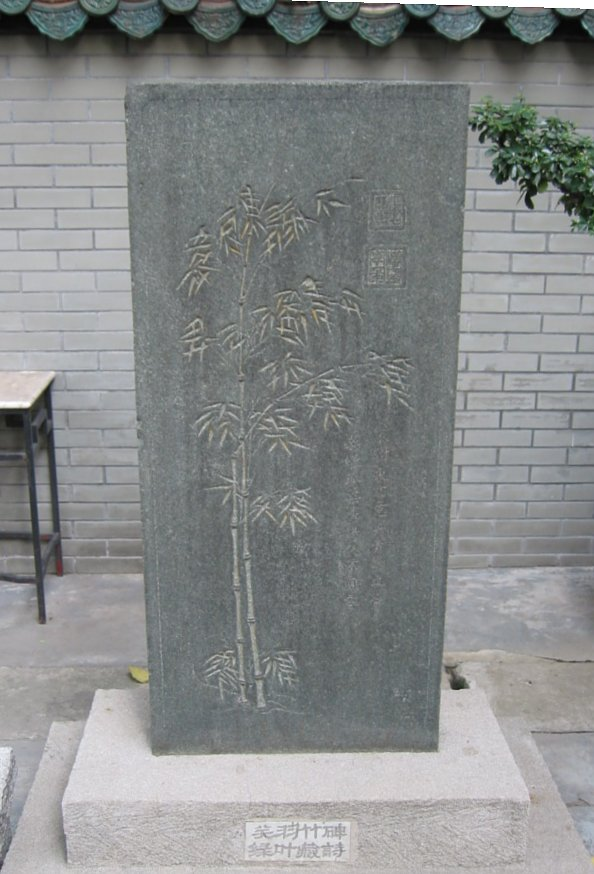
Gravure utilisant la calligraphie chinoise, sur une tombe dans un temple taoiste de Guangzhou.